# Bạch Đằng, Hạ Long
Bạch Đằng là một phường thuộc thành phố Hạ Long, tỉnh Quảng Ninh, Việt Nam.
Phường Bạch Đằng có diện tích 1,7 km², dân số năm 1999 là 10945 người, mật độ dân số đạt 6438 người/km².